# Mongolchironomus mongoljekeus
Mongolchironomus mongoljekeus är en tvåvingeart som beskrevs av Sasa och Suzuki 1997. Mongolchironomus mongoljekeus ingår i släktet Mongolchironomus och familjen fjädermyggor. Inga underarter finns listade i Catalogue of Life.